# Comuna Velîka Skelova, Svitlovodsk
Velîka Skelova (în ucraineană Велика Скельова) este o comună în raionul Svitlovodsk, regiunea Kirovohrad, Ucraina, formată din satele Mala Skelova și Velîka Skelova (reședința).

## Demografie
Componența lingvistică a comunei Velîka Skelova
     Ucraineană (92,34%)
     Rusă (7,48%)
Conform recensământului din 2001, majoritatea populației comunei Velîka Skelova era vorbitoare de ucraineană (92,34%), existând în minoritate și vorbitori de rusă (7,48%).